# 샤를 데옹 드 보몽

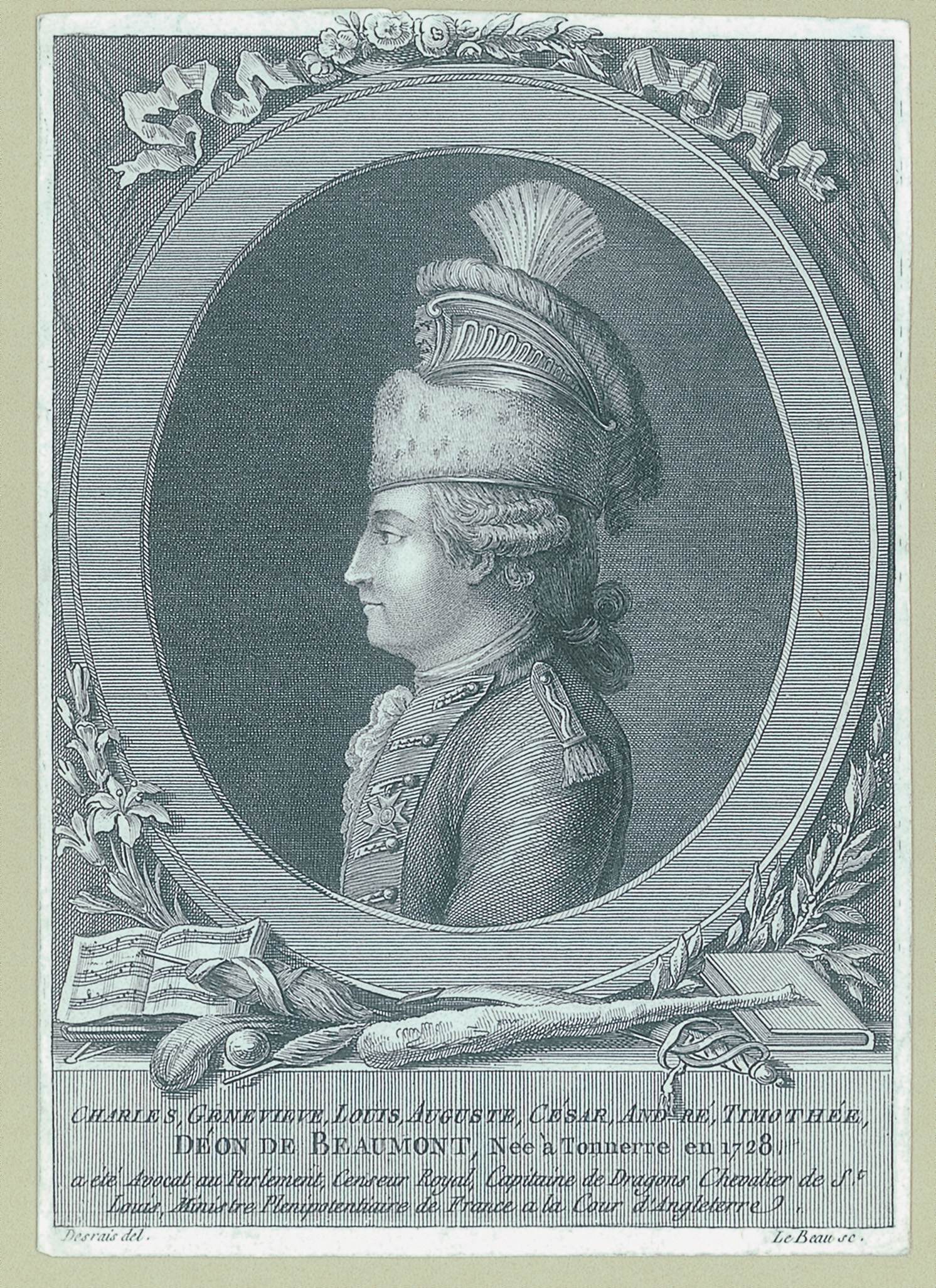
슈발리에 데옹

샤를주느비에브루이오귀스트앙드레티모시 데옹 드 보몽(프랑스어: Charles-Geneviève-Louis-Auguste-André-Timothée d'Éon de Beaumont, 1728년 10월 5일 - 1810년 5월 21일) 또는 슈발리에 데옹(프랑스어: le Chevalier d'Éon)은 프랑스의 외교관, 스파이, 군인, 프리메이슨 회원이다. 처음 49년을 남자로 살았으며, 나머지 33년은 여자로 살았다. 그가 사망한 후에 의사들이 시신을 살펴본 결과 해부학적으로 남자라는 사실이 밝혀졌다.

## 유년기
슈발리에 데옹 드 보몽은 프랑스 왕국 부르고뉴 주 통네르에서 왕의 법률 조언가이자 영지 관리인 루이 데옹 드 보몽과 스페인-이탈리아 전쟁 당시 군 최고 지휘관의 딸 프랑수와즈 드 차란통 사이에서 태어났다. 데옹의 유년 시절에 대한 정보 대부분은 부분적으로 대필로 쓰인 그의 자서전 《슈발리에 데옹 드 보몽을 위하여》를 통해 알려진 것이다.
슈발리에는 기사라는 뜻인데, 이는 당시 프랑스 국왕이 수여하는 명예칭호였다. 데옹은 학업성적이 우수하였으며, 1743년 통네르에서 파리로 이사를 가서 마자린 대학교에서 민법과 교회법을 전공하여 1749년 21세 때 졸업하였다.

## 스파이 생활

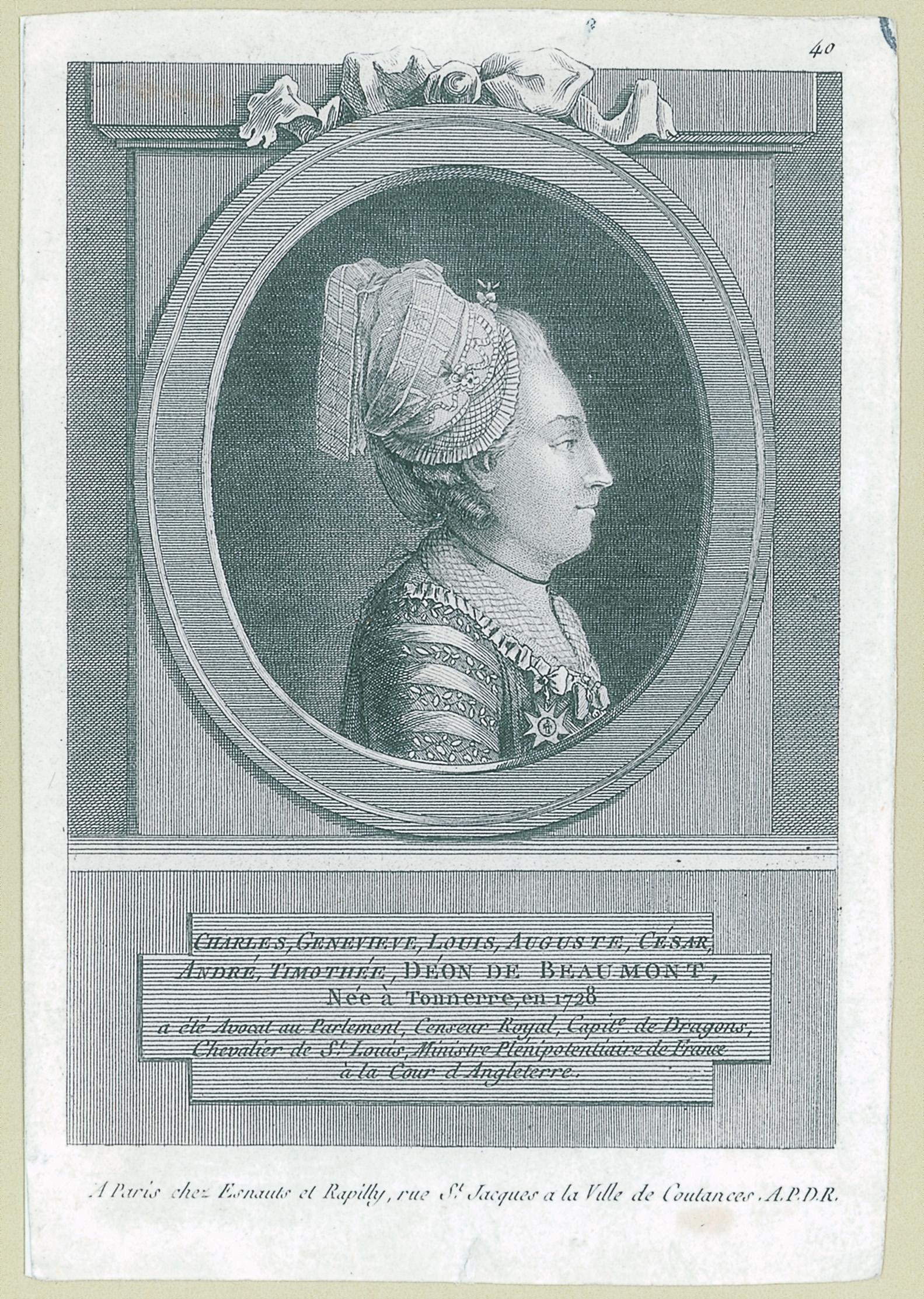
여장을 했을 때의 데옹

1756년 데옹은 왕을 위해 비공식적으로 일하는 비밀 스파일 조직 ‘왕의 비밀(Le Secret du Roi)’에 가입하였다. 프랑스는 러시아의 옐리자베타 여제를 만나 합스부르크 제국에 대항하는 동맹을 맺도록 설득하기 위하여 데옹을 비밀리에 러시아로 급파하였다. 데옹은 이를 위해 레아 드 보몽이라는 이름의 여자로 변장하고 옐리자베타 여제의 시녀가 되었다. 당시 영국은 관계가 좋지 않았던 프랑스가 옐리자베타 여제에게 접근하는 것을 막기 위해 오직 여자와 어린이만 국경을 넘어 러시아로 들어가는 것을 허용하였다. 데옹은 자신의 직업상 러시아인과 영국인은 물론 프랑스 동포들에게까지 자신은 여자이며, 만약 남자였다면 발각되어 영국인들에게 처형당했을 것이라고 주장하며 믿게끔 하였다. 러시아에서의 그의 행적은 발레틴 피쿨이 쓴 소설 《Le chevalier d'Éon et la guerre de Sept ans》에 나온다. 1758년부터 1760년까지 데옹은 상트페테르부르크에 있는 프랑스 대사관에서 차관으로 근무하였다.
1761년 데옹은 프랑스로 귀국하였다. 다음해에 그는 육군 원수 빅토르 프랑수아 드 브로이 휘하에 들어가 기병대장이 되었으며 7년 전쟁에도 참전하였다. 마지막 전쟁 막바지에 부상을 입게 되었다. 1762년 데옹은 평화 조약의 초안을 작성하기 위해 런던으로 파견되었다. 이 조약은 1763년 2월 10일 파리에서 체결되었다. 이러한 공로로 데옹은 생루이 훈장을 받았다.
1763년 데옹은 특사의 자격을 지니고 니베르네 공작의 비서로써 영국 정부와 성공적으로 협상을 마친 후에 주영국 프랑스 임시 대사가 되었으며, 런던에서 머물면서 프랑스 왕을 위한 첩보 활동을 하였다. 데옹은 정보 수집을 통해 루이 15세가 장차 전쟁을 일으킬 것이라는 것을 알아내었다. 이는 루이 15세의 심복들마저도 몰랐던 일이었다. 데옹은 영국 귀족들에게 자기 포도원에서 생산한 포도들을 선물로 보내면서 친밀한 관계를 형성하였으며, 임시 대사의 직위를 활용하여 화려함을 충분하게 즐겼다.
새 프랑스 대사로 게르쉬 백작이 부임하면서 데옹은 다시 차관으로 지위가 하락하였으며, 백작에게 모욕까지 당하였다. 이에 데옹은 불만을 품고 프랑스로 귀국하라는 정부의 명령을 무시하기로 하였다. 데옹은 루이 15세에게 보낸 서신에게 새로 부임한 대사가 자기에게 약물을 투여해 암살하려고 했다고 주장하였다. 그는 런던에서의 자기 위치를 유지하기 위해 1764년에 자신이 받은 비밀외교서신의 대부분을 한 권의 책으로 묶어 출판하였다. 또한 이 책에서 그는 게르쉬 백작이 프랑스 대사로 부적절한 인물이라고 신랄하게 비판하였다. 이처럼 외교적 비밀을 공개적으로 누설한 것은 전례 없는 사건이었지만, 그렇다고 데옹이 모든 내용을 다 공개한 것은 아니었다. 데옹은 왕의 전쟁 계획 등 더 중요하고 많은 문서는 자신의 신변보호차원에서 계속 숨겨가지고 있었다. 이후 프랑스 정부는 데옹과 접촉할 때 굉장히 신중을 기하게 되었다.
1766년 루이 15세는 그에게 침묵에 대한 보상금으로 1,2000리브르를 주었다. 데옹은 프랑스의 스파이로 계속 일하였지만, 런던에서 정치적 망명 생활을 하게 되었다. 그는 자신을 보호하기 위해 루이 15세의 비밀 서신들을 수중에 두었지만, 그 때문에 프랑스로 돌아갈 수 없게 되었다.

## 여장 생활

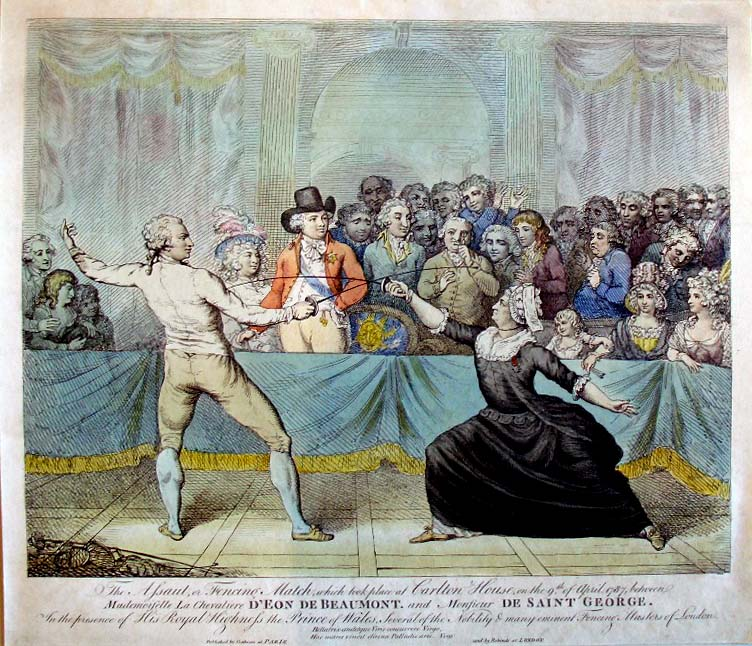
여장을 한 채 펜싱 경기에 참가한 데옹

데옹은 항상 기병대 복장을 하고 다녔지만, 그가 실은 여자라는 소문이 떠돌았다. 그의 진짜 성별이 무엇인가를 놓고 런던주식거래소에서는 판돈을 건 내기가 열리기도 하였다. 데옹은 남자인지 여자인지 살펴보자는 사람들의 제안에 수치스럽다면서 거절하였다. 결국 아무 진전도 없이 1년이 지난 후에 내기는 자동으로 폐기되었다. 1774년 루이 15세가 서거하자 데옹은 국외생활을 끝내고 프랑스로 돌아오려고 협상을 시도하였다. 협상의 프랑스 정부 측 담당자는 피에르 드 보마르셰였다. 이후 20페이지에 달하는 협약이 만들어졌는데, 거기에는 데옹이 프랑스로 돌아가서 연금을 받을 수 있도록 허락하는 대신에 왕의 비밀에서 활동할 당시 받았던 비밀 서신들을 넘겨주는 조건이 있었다.
데옹은 자신이 남자가 아니라 여자라고 주장하였으며, 프랑스 정부도 자신을 여자라고 인정할 것을 요구하였다. 데옹은 자신이 신체적으로 여성으로 태어났지만, 아버지가 아들을 낳아야만 장인에게서 유산을 상속받을 수 있었기 때문에 자신이 남자아이로 키워졌다고 주장하였다. 루이 16세 국왕과 신하들은 데옹의 요구에 응하며 여자 옷을 입고 올 것을 요구하였다. 데옹은 왕에게 새 여성 옷을 사기 위한 돈을 받으면서 이에 동의하였다. 1777년 14개월에 걸친 협상 끝에 데옹은 프랑스로 돌아와서 6년간 통네르에서 지냈다.
미국 독립 전쟁에서 프랑스가 미군을 돕기로 했을 때, 데옹은 미국에 있는 프랑스군에 합류해달라고 요청하였지만 거절당하였다.

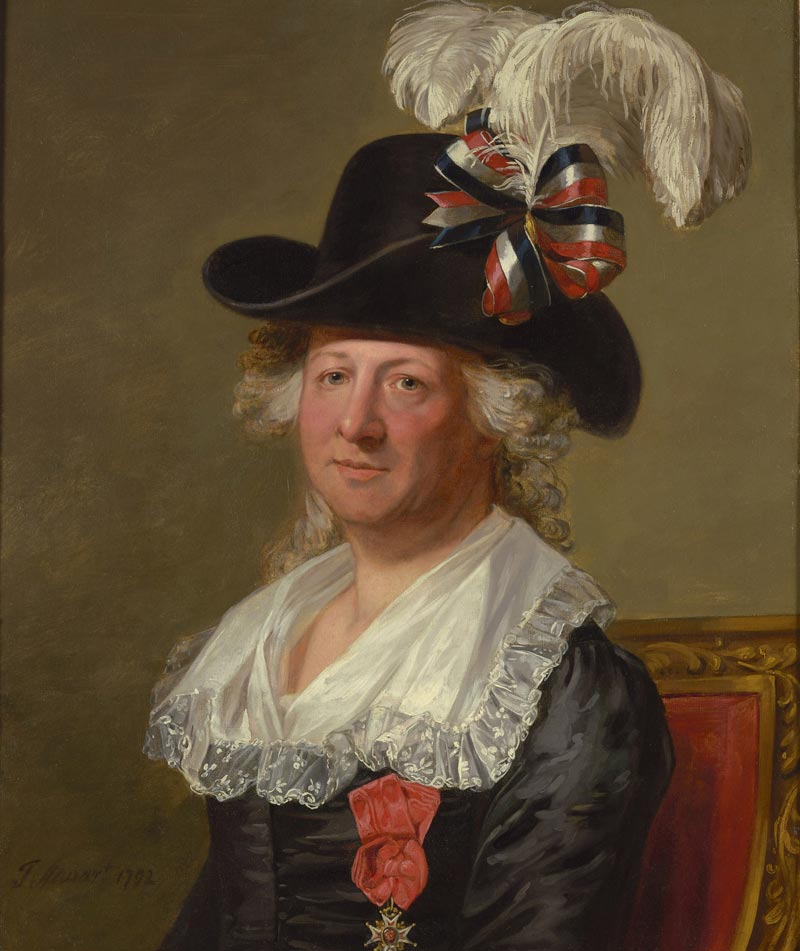
1792년 토머스 스티워트가 그린 데옹의 초상화

데옹은 1785년 영국으로 돌아갔다. 프랑스 혁명이 일어난 후에 그는 연금 지원이 끊기면서 소장도서들을 팔아 생계를 유지하였다. 1792년 데옹은 프랑스 의회에 자신이 합스부르크 제국에 대항하기 위한 여성 부대를 창설해 이끌겠다는 내용의 서신을 보냈지만, 거절당하였다. 데옹은 펜싱 토너먼트에서 1796년 심한 부상을 당하기 전까지 계속 참가하였다. 말년에 그는 과부인 코울 부인과 함께 지냈다. 1804년 데옹은 부채 때문에 감옥에 투옥되어 1805년에 석방되었다. 이때 자서전 계약도 이루어졌다. 하지만 데옹이 추락 사고로 반신불수가 되면서 자서전 출판은 좌절되고 말았다. 훗날 데옹은 4년 간 침상에 머물다가 1810년 5월 21일 런던에서 82세를 일기로 가난에 시달리다 사망하였다.
사후 그의 시신을 검안한 의사들은 데옹이 해부학적으로는 남자였으나, 유방이 여성적이었음을 밝혀냈다.